# Івачеводолішнівська сільська рада
Івачеводолі́шнівська сільська́ ра́да — колишні адміністративно-територіальна одиниця та орган місцевого самоврядування в колишньому Тернопільському районі Тернопільської області. Адміністративний центр — село Івачів Долішній.

## Загальні відомості
Івачеводолішнівська сільська рада утворена в 1939 році.
- Територія ради: 46,3 км²
- Населення ради: 766 осіб (станом на 2001 рік)
- Територією ради протікає річка Серет

## Населені пункти
Сільській раді були підпорядковані населені пункти:
- с. Івачів Долішній
- с. Івачів Горішній

## Населення
За переписом населення України 2001 року в сільській раді мешкало 766 осіб. 100 % населення вказало своєю рідною мовою українську мову.

## Географія
У віданні сільської ради перебуває 36,96 га Горішньоівачівського гідрологічного заказника.

## Склад ради
Рада складалася з 15 депутатів та голови.
- Голова ради: Гук Михайло Федорович
- Секретар ради: Когут Оксана Петрівна

### Керівний склад попередніх скликань
| Прізвище, ім'я, по батькові | Основні відомості                                                                | Дата обрання | Дата звільнення |
| --------------------------- | -------------------------------------------------------------------------------- | ------------ | --------------- |
| Гук Михайло Федорович       | Сільський голова, 1953 року народження, освіта вища, член Народного Руху України | 26.03.2006   | 31.10.2010      |
| Гук Михайло Федорович       | Сільський голова, 1953 року народження, освіта вища, безпартійний                | 31.10.2010   |                 |

Примітка: таблиця складена за даними сайту Верховної Ради України

### Депутати
За результатами місцевих виборів 2010 року депутатами ради стали:

#### За суб'єктами висування
| Суб'єкт висування                     | Кількість обраних депутатів | %    |
| ------------------------------------- | --------------------------- | ---- |
| Самовисування                         | 14                          | 93,3 |
| Політична партія Народний Рух України | 1                           | 6,7  |

#### За округами
| № округу                              | Прізвище, ім'я, по батькові  | Дата визнання обраним | Освіта             | Партійна приналежність                        | Відомості про обраного депутата                                |
| ------------------------------------- | ---------------------------- | --------------------- | ------------------ | --------------------------------------------- | -------------------------------------------------------------- |
| Політична партія Народний Рух України |                              |                       |                    |                                               |                                                                |
| 1                                     | Лазурко Лариса Петрівна      | 31.10.2010            | вища               | член Народного Руху України                   | ЦРЛ м. Тернопіль, педіатр                                      |
| Самовисування                         |                              |                       |                    |                                               |                                                                |
| 2                                     | Музика Володимир Ярославович | 31.10.2010            | середня спеціальна | позапартійний                                 | База «Динамо», охоронець                                       |
| 3                                     | Ридель Галина Зіновіївна     | 31.10.2010            | середня            | позапартійна                                  | Івачеводолішнівська сільська рада, землевпорядник              |
| 4                                     | Поліха Ірина Петрівна        | 31.10.2010            | незакінчена вища   | позапартійна                                  | ТНЕУ, студент                                                  |
| 5                                     | Коваль Ігор Володимирович    | 31.10.2010            | вища               | позапартійний                                 | АЗС, оператор                                                  |
| 6                                     | Сівінський Андрій Михайлович | 31.10.2010            | середня спеціальна | позапартійний                                 | тимчасово не працює                                            |
| 7                                     | Чорна Марія Ярославівна      | 31.10.2010            | середня спеціальна | позапартійна                                  | ПП Агроспецгос, головний бухгалтер                             |
| 8                                     | Горішна Зоряна Петрівна      | 31.10.2010            | вища               | позапартійна                                  | загальноосвітня школа с. Івачів Долішній, вчитель              |
| 9                                     | Білоус Сергій Ярославович    | 31.10.2010            | середня спеціальна | позапартійний                                 | тимчасово не працює                                            |
| 10                                    | Бицка Оксана Ярославівна     | 31.10.2010            | вища               | член Всеукраїнського об'єднання «Батьківщина» | ТОВ Агрокомплекс, головний економіст                           |
| 11                                    | Твердохліб Любов Дмитрівна   | 05.11.2012            | середня            | позапартійна                                  | тимчасово не працює                                            |
| 12                                    | Лотоцька Марія Василівна     | 31.10.2010            | середня спеціальна | позапартійна                                  | фельдшерсько-акушерський пункт с. Івачів Долішній, завідувачка |
| 13                                    | Когут Оксана Петрівна        | 31.10.2010            | вища               | позапартійна                                  | Сільська Рада с. Івачів Долішній, головний бухгалтер           |
| 14                                    | Олійник Василь Степанович    | 05.11.2012            | середня спеціальна | позапартійний                                 | РДЕ, електромеханік                                            |
| 15                                    | Романишин Ярослав Степанович | 31.10.2010            | середня спеціальна | позапартійний                                 | пенсіонер                                                      |